# Lijst van landen in 1961
Hieronder volgt een lijst van landen van de wereld in 1961.

## Uitleg
- Op 1 januari 1961 waren er 112 onafhankelijke staten die door een ruime meerderheid van de overige staten erkend werden (inclusief Andorra). In 1961 kwamen daar Koeweit, Sierra Leone, Syrië en Tanganyika bij als onafhankelijke staten.
- Alle de facto onafhankelijke staten zonder ruime internationale erkenning zijn weergegeven onder het kopje niet algemeen erkende landen.
- Afhankelijke gebieden en gebieden die vaak als afhankelijk gebied werden beschouwd, zijn weergegeven onder het kopje niet-onafhankelijke gebieden.
- Autonome gebieden, bezette gebieden, territoriale aanspraken op Antarctica na het sluiten van het Antarctisch Verdrag en micronaties zijn niet op deze pagina weergegeven.

## Staatkundige veranderingen in 1961
- 27 april: Sierra Leone wordt onafhankelijk van het Verenigd Koninkrijk.[1]
- 31 mei: Zuid-Afrika wordt een republiek. De officiële naam van het land wijzigt van de Unie van Zuid-Afrika in de Republiek Zuid-Afrika.
- 1 juni: het noordelijke deel van Brits-Kameroen sluit zich aan bij Nigeria.[2] Het andere deel sluit zich op 1 oktober aan bij de Republiek Kameroen dat daarna haar naam wijzigt in de Federale Republiek Kameroen.[3]
- 19 juni: Koeweit wordt onafhankelijk van het Verenigd Koninkrijk.[4]
- 23 juni: het Antarctisch Verdrag treedt officieel in werking waarmee militaire activiteit op het continent verboden wordt en claims niet meer worden erkend.[5]
- 29 juli: Wallis en Futuna wordt een Frans overzees territorium.
- 1 augustus: Benin annexeert het Portugese fort São João Baptista de Ajudá. Dit fort werd voorheen bestuurd vanuit Sao Tomé en Principe.
- 11 augustus: Dadra en Nagar Haveli sluit zich aan bij India waarmee er een einde komt aan de de facto onafhankelijkheid van dit gebied.[6]
- 28 september: Syrië scheidt zich af van de Verenigde Arabische Republiek.[7]
- 9 december: Tanganyika wordt onafhankelijk van het Verenigd Koninkrijk.[8]
- 19 december: Portugees-Indië wordt door India bezet.[9]
- 22 december: het Franse territorium Comoren wordt een autonoom territorium.
- 30 december: het de facto onafhankelijke Zuid-Kasaï wordt door Congo-Leopoldstad heroverd.

## Algemeen erkende landen

### A
| Korte landsnaam (Nederlands) | Officiële landsnaam (Nederlands) | Korte landsnaam (oorspronkelijke taal/talen) |
| ---------------------------- | -------------------------------- | -------------------------------------------- |
| Afghanistan                  | Koninkrijk Afghanistan           | Dari en Pasjtoe: Afghānestān / افغانستان     |
| Albanië                      | Volksrepubliek Albanië           | Albanees: Shqipëria                          |
| Andorra                      | Vorstendom Andorra               | Catalaans: Andorra                           |
| Argentinië                   | Argentijnse Republiek            | Spaans: Argentina                            |
| Australië                    | Gemenebest Australië             | Engels: Australia                            |

### B
| Korte landsnaam (Nederlands)              | Officiële landsnaam (Nederlands)               | Korte landsnaam (oorspronkelijke taal/talen)      |
| ----------------------------------------- | ---------------------------------------------- | ------------------------------------------------- |
| België                                    | Koninkrijk België                              | Duits: Belgien Frans: Belgique Nederlands: België |
| Bhutan                                    | Koninkrijk Bhutan                              | Dzongkha: Druk Yul / འབྲུག་ཡུལ་                      |
| Birma                                     | Unie van Birma                                 | Birmees: Bama /                                   |
| Bolivia                                   | Republiek Bolivia                              | Spaans: Bolivia                                   |
| Bondsrepubliek Duitsland (West-Duitsland) | Bondsrepubliek Duitsland                       | Duits: Bundesrepublik / Deutschland               |
| Brazilië                                  | Republiek van de Verenigde Staten van Brazilië | Portugees: Brasil                                 |
| Bulgarije                                 | Volksrepubliek Bulgarije                       | Bulgaars: Bălgarija / България                    |

### C
| Korte landsnaam (Nederlands)  | Officiële landsnaam (Nederlands) | Korte landsnaam (oorspronkelijke taal/talen) |
| ----------------------------- | -------------------------------- | -------------------------------------------- |
| Cambodja                      | Koninkrijk Cambodja              | Khmer: Kampuchéa / កម្ពុជា                      |
| Canada                        | Dominion Canada                  | Engels en Frans: Canada                      |
| Centraal-Afrikaanse Republiek | Centraal-Afrikaanse Republiek    | Frans: République centrafricaine             |
| Ceylon                        | Ceylon                           | Singalees: Srī Lankā / ශ්‍රී ලංකා                  |
| Chili                         | Republiek Chili                  | Spaans: Chile                                |
| China                         | Republiek China                  | Mandarijn: Zhongguo / 中國                   |
| Colombia                      | Republiek Colombia               | Spaans: Colombia                             |
| Congo-Brazzaville             | Republiek Congo                  | Frans: Congo                                 |
| Congo-Leopoldstad             | Republiek Congo                  | Frans: Congo                                 |
| Costa Rica                    | Republiek Costa Rica             | Spaans: Costa Rica                           |
| Cuba                          | Republiek Cuba                   | Spaans: Cuba                                 |
| Cyprus                        | Republiek Cyprus                 | Grieks: Kypros / Κυπρος Turks: Kıbrıs        |

### D
| Korte landsnaam (Nederlands)                    | Officiële landsnaam (Nederlands) | Korte landsnaam (oorspronkelijke taal/talen) |
| ----------------------------------------------- | -------------------------------- | -------------------------------------------- |
| Dahomey                                         | Republiek Dahomey                | Frans: Dahomey                               |
| Duitse Democratische Republiek (Oost-Duitsland) | Duitse Democratische Republiek   | Duits: DDR                                   |
| Denemarken                                      | Koninkrijk Denemarken            | Deens: Danmark                               |
| Dominicaanse Republiek                          | Dominicaanse Republiek           | Spaans: República Dominicana                 |

### E
| Korte landsnaam (Nederlands) | Officiële landsnaam (Nederlands)  | Korte landsnaam (oorspronkelijke taal/talen) |
| ---------------------------- | --------------------------------- | -------------------------------------------- |
| Ecuador                      | Republiek Ecuador                 | Spaans: Ecuador                              |
| El Salvador                  | Republiek El Salvador             | Spaans: El Salvador                          |
| Ethiopië en Eritrea          | Federatie van Ethiopië en Eritrea | Amhaars:                                     |

### F
| Korte landsnaam (Nederlands) | Officiële landsnaam (Nederlands) | Korte landsnaam (oorspronkelijke taal/talen) |
| ---------------------------- | -------------------------------- | -------------------------------------------- |
| Filipijnen                   | Republiek der Filipijnen         | Engels: Philippines Filipijns: Pilipinas     |
| Finland                      | Republiek Finland                | Fins: Suomi Zweeds: Finland                  |
| Frankrijk                    | Franse Republiek                 | Frans: France                                |

### G
| Korte landsnaam (Nederlands) | Officiële landsnaam (Nederlands) | Korte landsnaam (oorspronkelijke taal/talen) |
| ---------------------------- | -------------------------------- | -------------------------------------------- |
| Gabon                        | Republiek Gabon                  | Frans: Gabon                                 |
| Ghana                        | Republiek Ghana                  | Engels: Ghana                                |
| Griekenland                  | Koninkrijk Griekenland           | Grieks: Hellas / 'Ελλας                      |
| Guatemala                    | Republiek Guatemala              | Spaans: Guatemala                            |
| Guinee                       | Republiek Guinee                 | Frans: Guinée                                |

### H
| Korte landsnaam (Nederlands) | Officiële landsnaam (Nederlands) | Korte landsnaam (oorspronkelijke taal/talen) |
| ---------------------------- | -------------------------------- | -------------------------------------------- |
| Haïti                        | Republiek Haïti                  | Frans: Haïti Haïtiaans-Creools: Ayiti        |
| Honduras                     | Republiek Honduras               | Spaans: Honduras                             |
| Hongarije                    | Volksrepubliek Hongarije         | Hongaars: Magyarország                       |

### I
| Korte landsnaam (Nederlands) | Officiële landsnaam (Nederlands) | Korte landsnaam (oorspronkelijke taal/talen)            |
| ---------------------------- | -------------------------------- | ------------------------------------------------------- |
| Ierland                      | Ierland                          | Engels: Ireland Iers: Éire                              |
| IJsland                      | IJsland                          | IJslands: Ísland                                        |
| India                        | Republiek India                  | Engels: India Hindi: Bhārat / भारत                       |
| Indonesië                    | Republiek Indonesië              | Indonesisch: Indonesia                                  |
| Irak                         | Republiek Irak                   | Arabisch: al-ʿIrāq / العراق                             |
| Iran                         | Keizerrijk Iran                  | Perzisch: Īrān / ایران                                  |
| Israël                       | Staat Israël                     | Arabisch: Isrāʾīl / اسرائيل Hebreeuws: Yisra'el / ישראל |
| Italië                       | Italiaanse Republiek             | Italiaans: Italia                                       |
| Ivoorkust                    | Republiek Ivoorkust              | Frans: Côte d'Ivoire                                    |

### J
| Korte landsnaam (Nederlands) | Officiële landsnaam (Nederlands)    | Korte landsnaam (oorspronkelijke taal/talen)                                    |
| ---------------------------- | ----------------------------------- | ------------------------------------------------------------------------------- |
| Japan                        | Japan                               | Japans: Nihon / 日本                                                            |
| Jemen                        | Mutawakkilitisch Koninkrijk Jemen   | Arabisch: al-Yaman / اليمن                                                      |
| Joegoslavië                  | Federale Volksrepubliek Joegoslavië | Macedonisch en Servo-Kroatisch: Jugoslavija / Југославија Sloveens: Jugoslavija |
| Jordanië                     | Hasjemitisch Koninkrijk Jordanië    | Arabisch: al-ʾUrdun / الأردن                                                    |

### K
| Korte landsnaam (Nederlands)                              | Officiële landsnaam (Nederlands)                                                 | Korte landsnaam (oorspronkelijke taal/talen) |
| --------------------------------------------------------- | -------------------------------------------------------------------------------- | -------------------------------------------- |
| (tot 1 oktober) Kameroen (vanaf 1 oktober)                | Republiek Kameroen (tot 1 oktober) Federale Republiek Kameroen (vanaf 1 oktober) | Engels: Cameroon Frans: Cameroun             |
| (van 19 juni tot 7 september) Koeweit (vanaf 7 september) | Staat Koeweit (vanaf 19 juni)                                                    | Al-Kuwayt / كويت                             |

### L
| Korte landsnaam (Nederlands) | Officiële landsnaam (Nederlands) | Korte landsnaam (oorspronkelijke taal/talen) |
| ---------------------------- | -------------------------------- | -------------------------------------------- |
| Laos                         | Koninkrijk Laos                  | Laotiaans: Lao / ນລາວ                        |
| Libanon                      | Republiek Libanon                | Arabisch: Lubnān / لبنان                     |
| Liberia                      | Republiek Liberia                | Engels: Liberia                              |
| Libië                        | Verenigd Koninkrijk Libië        | Arabisch: Lībiyyā / ليبيا                    |
| Liechtenstein                | Vorstendom Liechtenstein         | Duits: Liechtenstein                         |
| Luxemburg                    | Groothertogdom Luxemburg         | Duits: Luxemburg Frans: Luxembourg           |

### M
| Korte landsnaam (Nederlands)       | Officiële landsnaam (Nederlands)  | Korte landsnaam (oorspronkelijke taal/talen)         |
| ---------------------------------- | --------------------------------- | ---------------------------------------------------- |
| Malagasië                          | Republiek Malagasië               | Frans: République malgache Plateaumalagasi: Malagasy |
| Malakka                            | Federatie van Malakka             | Engels: Malaya Maleis: Persekutuan Tanah Melayu      |
| (tot 1 maart) Mali (vanaf 1 maart) | Republiek Mali                    | Frans: Mali                                          |
| Marokko                            | Koninkrijk Marokko                | Arabisch: al-Maghrib / المغرب                        |
| Mauritanië                         | Islamitische Republiek Mauritanië | Arabisch: Mūrītāniyyā / موريتانيا                    |
| Mexico                             | Verenigde Mexicaanse Staten       | Spaans: México                                       |
| Monaco                             | Vorstendom Monaco                 | Frans: Monaco                                        |
| Mongolië                           | Volksrepubliek Mongolië           | Mongools: Mongol Uls / Монгол Улс /                  |

### N
| Korte landsnaam (Nederlands) | Officiële landsnaam (Nederlands)   | Korte landsnaam (oorspronkelijke taal/talen) |
| ---------------------------- | ---------------------------------- | -------------------------------------------- |
| Nederland                    | Koninkrijk der Nederlanden         | Nederlands: Nederland                        |
| Nepal                        | Koninkrijk Nepal                   | Nepalees: Nepal / नेपाल                        |
| Nicaragua                    | Republiek Nicaragua                | Spaans: Nicaragua                            |
| Nieuw-Zeeland                | Dominion Nieuw-Zeeland             | Engels: New Zealand                          |
| Niger                        | Republiek Niger                    | Frans: Niger                                 |
| Nigeria                      | Federatie Nigeria                  | Engels: Nigeria                              |
| Noord-Korea                  | Democratische Volksrepubliek Korea | Koreaans: Chosŏn / 조선                      |
| Noord-Vietnam                | Democratische Republiek Vietnam    | Vietnamees: Việt Nam                         |
| Noorwegen                    | Koninkrijk Noorwegen               | Bokmål: Norge Nynorsk: Noreg                 |

### O
| Korte landsnaam (Nederlands) | Officiële landsnaam (Nederlands) | Korte landsnaam (oorspronkelijke taal/talen) |
| ---------------------------- | -------------------------------- | -------------------------------------------- |
| Oostenrijk                   | Republiek Oostenrijk             | Duits: Österreich                            |
| Opper-Volta                  | Republiek Opper-Volta            | Frans: Haute-Volta                           |

### P
| Korte landsnaam (Nederlands) | Officiële landsnaam (Nederlands) | Korte landsnaam (oorspronkelijke taal/talen) |
| ---------------------------- | -------------------------------- | -------------------------------------------- |
| Pakistan                     | Islamitische Republiek Pakistan  | Engels: Pakistan Urdu: Pākistān / پاکستان    |
| Panama                       | Republiek Panama                 | Spaans: Panamá                               |
| Paraguay                     | Republiek Paraguay               | Spaans: Paraguay                             |
| Peru                         | Peruviaanse Republiek            | Spaans: Perú                                 |
| Polen                        | Volksrepubliek Polen             | Pools: Polska                                |
| Portugal                     | Portugese Republiek              | Portugees: Portugal                          |

### R
| Korte landsnaam (Nederlands) | Officiële landsnaam (Nederlands) | Korte landsnaam (oorspronkelijke taal/talen) |
| ---------------------------- | -------------------------------- | -------------------------------------------- |
| Roemenië                     | Volksrepubliek Roemenië          | Roemeens: România                            |

### S
| Korte landsnaam (Nederlands)  | Officiële landsnaam (Nederlands)                 | Korte landsnaam (oorspronkelijke taal/talen)          |
| ----------------------------- | ------------------------------------------------ | ----------------------------------------------------- |
| San Marino                    | Republiek San Marino                             | Italiaans: San Marino                                 |
| Saoedi-Arabië                 | Koninkrijk Saoedi-Arabië                         | Arabisch: al-ʿArabiya as-Saʿūdiyya / العربيّة السعودية |
| Senegal                       | Republiek Senegal                                | Frans: Sénégal                                        |
| Sierra Leone (vanaf 27 april) | Sierra Leone                                     | Engels: Sierra Leone                                  |
| Soedan                        | Republiek Soedan                                 | Arabisch: as-Sūdān / السودان                          |
| Somalië                       | Somalische Republiek                             | Arabisch: Aṣ-Ṣūmāl / الصومال Somalisch: Soomaaliya    |
| Sovjet-Unie                   | Unie van Socialistische Sovjetrepublieken (USSR) | Russisch: Sovjetski Sojoez / Советский Союз           |
| Spanje                        | Spaanse Staat                                    | Spaans: España                                        |
| Syrië (vanaf 28 september)    | Arabische Republiek Syrië                        | Arabisch: Sūrīyā / سوريا                              |

### T
| Korte landsnaam (Nederlands)  | Officiële landsnaam (Nederlands)           | Korte landsnaam (oorspronkelijke taal/talen)         |
| ----------------------------- | ------------------------------------------ | ---------------------------------------------------- |
| Tanganyika (vanaf 9 december) | Tanganyika                                 | Engels: Tanganyika                                   |
| Thailand                      | Koninkrijk Thailand                        | Thai: Prathet Thai / ประเทศไทย                       |
| Togo                          | Republiek Togo                             | Frans: Togo                                          |
| Tsjaad                        | Republiek Tsjaad                           | Arabisch: Tšād / تشاد Frans: Tchad                   |
| Tsjecho-Slowakije             | Tsjecho-Slowaakse Socialistische Republiek | Slowaaks: Česko-Slovensko Tsjechisch: Československo |
| Tunesië                       | Republiek Tunesië                          | Arabisch: Tūnis / تونس                               |
| Turkije                       | Republiek Turkije                          | Turks: Türkiye                                       |

### U
| Korte landsnaam (Nederlands) | Officiële landsnaam (Nederlands)    | Korte landsnaam (oorspronkelijke taal/talen) |
| ---------------------------- | ----------------------------------- | -------------------------------------------- |
| Uruguay                      | Republiek ten oosten van de Uruguay | Spaans: Uruguay                              |

### V
| Korte landsnaam (Nederlands)  | Officiële landsnaam (Nederlands)                          | Korte landsnaam (oorspronkelijke taal/talen)                                 |
| ----------------------------- | --------------------------------------------------------- | ---------------------------------------------------------------------------- |
| Vaticaanstad                  | Staat Vaticaanstad                                        | Italiaans: Città del Vaticano                                                |
| Venezuela                     | Verenigde Staten van Venezuela                            | Spaans: Venezuela                                                            |
| Verenigd Koninkrijk           | Verenigd Koninkrijk van Groot-Brittannië en Noord-Ierland | Engels: United Kingdom                                                       |
| Verenigde Arabische Republiek | Verenigde Arabische Republiek                             | Arabisch: Al-Jumhuriyah al-'Arabia al-Muttahidah / الجمهورية العربية المتحدة |
| Verenigde Staten              | Verenigde Staten van Amerika                              | Engels: United States                                                        |

### Z
| Korte landsnaam (Nederlands) | Officiële landsnaam (Nederlands)                                       | Korte landsnaam (oorspronkelijke taal/talen)                        |
| ---------------------------- | ---------------------------------------------------------------------- | ------------------------------------------------------------------- |
| Zuid-Afrika                  | Unie van Zuid-Afrika (tot 31 mei) Republiek Zuid-Afrika (vanaf 31 mei) | Afrikaans: Suid-Afrika Engels: South Africa Nederlands: Zuid-Afrika |
| Zuid-Korea                   | Republiek Korea                                                        | Koreaans: Han Kuk / 한국                                            |
| Zuid-Vietnam                 | Republiek Vietnam                                                      | Vietnamees: Việt Nam                                                |
| Zweden                       | Koninkrijk Zweden                                                      | Zweeds: Sverige                                                     |
| Zwitserland                  | Zwitserse Bondsstaat                                                   | Duits: Schweiz Frans: Suisse Italiaans: Svizzera                    |

## Niet algemeen erkende landen
In onderstaande lijst zijn landen opgenomen die een ruime internationale erkenning misten, maar wel de facto onafhankelijk waren en de onafhankelijkheid hadden uitgeroepen.
| Korte landsnaam (Nederlands)            | Officiële landsnaam (Nederlands) | Korte landsnaam (oorspronkelijke taal/talen)                                  |
| --------------------------------------- | -------------------------------- | ----------------------------------------------------------------------------- |
| China                                   | Volksrepubliek China             | Standaardmandarijn: Zhongguo / 中国                                           |
| Dadra en Nagar Haveli (tot 11 augustus) | Vrij Dadra en Nagar Haveli       | Gujarati: દાદરા અને નગર હવેલી Hindi: दादरा आणि नगर हवेली Portugees: Dadrá e Nagar-Aveli |
| Katanga                                 | Staat Katanga                    | Frans: Katanga                                                                |
| Suvadiva                                | Verenigde Republiek Suvadiva     | Divehi: Suvadive / ސުވައިދީބު                                                      |
| Zuid-Kasaï (tot 30 december)            | Mijnstaat Zuid-Kasaï             | Frans: Sud-Kasaï                                                              |

## Niet-onafhankelijke gebieden
Hieronder staat een lijst van afhankelijke gebieden inclusief Åland en Spitsbergen. Antarctische claims na het afsluiten van het Antarctisch Verdrag zijn niet in de lijst opgenomen.

### Amerikaans-Britse condominia
| Korte landsnaam (Nederlands) | Status      | Korte landsnaam (oorspronkelijke taal/talen) |
| ---------------------------- | ----------- | -------------------------------------------- |
| Canton en Enderbury          | Condominium | Engels: Canton and Enderbury Islands         |

### Amerikaanse niet-onafhankelijke gebieden
De Amerikaanse Maagdeneilanden, Guam en Puerto Rico waren organized unincorporated territories, wat wil zeggen dat het afhankelijke gebieden waren van de Verenigde Staten met een bepaalde vorm van zelfbestuur. Daarnaast waren er nog een aantal unorganized unincorporated territories: Amerikaans-Samoa, Baker, Howland, Jarvis, Johnston, Kingman, Midway, Navassa, de Panamakanaalzone, de Petreleilanden, Quita Sueño, Roncador, Serrana, Serranilla, de Swaneilanden en Wake. Deze gebieden waren ook afhankelijke gebieden van de VS, maar kenden geen vorm van zelfbestuur. Palmyra was een unorganized incorporated territory en was dus wel een integraal onderdeel van de Verenigde Staten, maar werd vaak wel als afhankelijk gebied beschouwd. Het Trustschap van de Pacifische Eilanden was een trustschap van de Verenigde Naties onder Amerikaans bestuur.
Diverse eilandgebieden werden door de Verenigde Staten geclaimd als unorganized unincorporated territories, maar werden door andere landen bestuurd. De eilandgebieden Birnie, Caroline, Fanning, Flint, Funafuti, Gardner, Kersteiland, Malden, McKean, Nukufetau, Nukulaelae, Niulakita, Phoenix, Starbuck, Sydney, Vostok en Washington vielen onder het bestuur van het Verenigd Koninkrijk (als onderdeel van de Gilbert- en Ellice-eilanden). De eilandgebieden Manihiki, Penrhyn, Pukapuka en Rakahanga vielen onder het bestuur van de Nieuw-Zeeland (als onderdeel van de Cookeilanden); en de eilandgebieden Atafu, Bowditch en Nukunonu vielen onder het bestuur van Nieuw-Zeeland (als onderdeel van de Tokelau-eilanden).
| Korte landsnaam (Nederlands)          | Status                                             | Korte landsnaam (oorspronkelijke taal/talen)           |
| ------------------------------------- | -------------------------------------------------- | ------------------------------------------------------ |
| Amerikaanse Maagdeneilanden           | Organized unincorporated territory                 | Engels: United States Virgin Islands                   |
| Amerikaans-Samoa                      | Unorganized unincorporated territory               | Engels: American Samoa Samoaans: Amerika Sāmoa         |
| Baker                                 | Unorganized unincorporated territory               | Engels: Baker Island                                   |
| Guam                                  | Organized unincorporated territory                 | Engels: Guam Chamorro: Guåhan                          |
| Howland                               | Unorganized unincorporated territory               | Engels: Howland Island                                 |
| Jarvis                                | Unorganized unincorporated territory               | Engels: Jarvis Island                                  |
| Johnston                              | Unorganized unincorporated territory               | Engels: Johnston Atoll                                 |
| Kingman                               | Unorganized unincorporated territory               | Engels: Kingman Reef                                   |
| Midway                                | Unorganized unincorporated territory               | Engels: Midway Islands                                 |
| Navassa                               | Unorganized unincorporated territory               | Engels: Navassa Island                                 |
| Palmyra                               | Unorganized incorporated territory                 | Engels: Palmyra Atoll                                  |
| Panamakanaalzone                      | Unorganized unincorporated territory               | Engels: Panama Canal Zone                              |
| Petreleilanden                        | Unorganized unincorporated territory               | Engels: Petrel Islands                                 |
| Puerto Rico                           | Organized unincorporated territory (Gemenebest)    | Engels en Spaans: Puerto Rico                          |
| Quita Sueño                           | Unorganized unincorporated territory               | Engels: Quitasueño Bank                                |
| Riukiu-eilanden                       | Militaire bezetting met burgerlijk bestuur (USCAR) | Engels: Riukiu Islands Japans: Ryūkyū-shotō / 琉球諸島 |
| Roncador                              | Unorganized unincorporated territory               | Engels: Roncador Bank                                  |
| Serrana                               | Unorganized unincorporated territory               | Engels: Serrana Bank                                   |
| Serranilla                            | Unorganized unincorporated territory               | Engels: Serranilla Bank                                |
| Swaneilanden                          | Unorganized unincorporated territory               | Engels: Swan Islands                                   |
| Trustschap van de Pacifische Eilanden | Trustschap                                         | Engels: Trust Territory of the Pacific Islands         |
| Wake                                  | Unorganized unincorporated territory               | Engels: Wake Island                                    |

### Australisch-Brits-Nieuw-Zeelands territorium
| Korte landsnaam (Nederlands) | Status     | Korte landsnaam (oorspronkelijke taal/talen) |
| ---------------------------- | ---------- | -------------------------------------------- |
| Nauru                        | Trustschap | Engels: Nauru                                |

### Australische niet-onafhankelijke gebieden
De externe territoria van Australië werden door de Australische overheid gezien als een integraal onderdeel van Australië, maar werden vaak toch beschouwd als afhankelijke gebieden van Australië. De claim van het Australisch Antarctisch Territorium werd na het ingaan van het Antarctisch Verdrag op 23 juni 1961 internationaal niet meer erkend.
| Korte landsnaam (Nederlands)                      | Status                           | Korte landsnaam (oorspronkelijke taal/talen) |
| ------------------------------------------------- | -------------------------------- | -------------------------------------------- |
| Australisch Antarctisch Territorium (tot 23 juni) | Extern territorium               | Engels: Australian Antarctic Territory       |
| Christmaseiland                                   | Extern territorium               | Engels: Christmas Island                     |
| Cocoseilanden                                     | Extern territorium               | Engels: Cocos (Keeling) Islands              |
| Heard en McDonaldeilanden                         | Extern territorium               | Engels: Heard Island and McDonald Islands    |
| Norfolk                                           | Extern territorium               | Engels: Norfolk Island                       |
| Papoea en Nieuw-Guinea                            | Trustschap en extern territorium | Engels: Papua and New Guinea                 |

### Belgische niet-onafhankelijke gebieden
| Korte landsnaam (Nederlands) | Status     | Korte landsnaam (oorspronkelijke taal/talen) |
| ---------------------------- | ---------- | -------------------------------------------- |
| Ruanda-Urundi                | Trustschap | Frans en Nederlands: Ruanda-Urundi           |

### Brits-Franse condominia
| Korte landsnaam (Nederlands) | Status      | Korte landsnaam (oorspronkelijke taal/talen)  |
| ---------------------------- | ----------- | --------------------------------------------- |
| Nieuwe Hebriden              | Condominium | Engels: New Hebrides Frans: Nouvelle-Hébrides |

### Britse niet-onafhankelijke gebieden
In onderstaande lijst zijn onder meer de Britse (kroon)kolonies en protectoraten weergegeven. Jersey, Guernsey en Man hadden als Britse Kroonbezittingen niet de status van kolonie, maar hadden een andere relatie tot het Verenigd Koninkrijk. Brunei, de Maldivische Eilanden en Tonga stonden als protected states onder Britse protectie, maar waren, in tegenstelling tot daadwerkelijke protectoraten, grotendeels autonoom aangaande interne aangelegenheden. De Britse Salomonseilanden, Canton en Enderbury (een Amerikaans-Brits condominium), de Gilbert- en Ellice-eilanden en de Nieuwe Hebriden (een Brits-Frans condominium) werden door één enkele vertegenwoordiger van de Britse Kroon bestuurd onder de naam Britse West-Pacifische Territoria, maar zijn wel apart in de lijst opgenomen. Basutoland, Beetsjoeanaland en Swaziland werden door een vertegenwoordiger bestuurd onder de naam High Commission Territories, maar zijn ook apart in de lijst opgenomen. Bahrein, Koeweit (tot 1961), Muscat en Oman, Qatar en de Verdragsstaten waren protected states en vielen als zodanig onder de Persian Gulf Residency. Ook deze landen zijn apart in de lijst opgenomen.
| Korte landsnaam (Nederlands)                                       | Status                                    | Korte landsnaam (oorspronkelijke taal/talen)                                                                              |
| ------------------------------------------------------------------ | ----------------------------------------- | --- |
| Aden                                                               | Kroonkolonie                              | Engels: Aden Colony |
| Aden                                                               | Protectoraat                              | Arabisch: Maḥmiyyat ʿAdan / محمية عدن Engels: Aden Protectorate                                                           |
| Akrotiri en Dhekelia                                               | Kolonie                                   | Engels: Akrotiri and Dhekelia Grieks: Akrotiri kai Dhekelia / Ακρωτήρι και Δεκέλεια                                       |
| Bahama-eilanden                                                    | Kroonkolonie                              | Engels: Bahama Islands |
| Bahrein                                                            | Protected state                           | Arabisch: al-Bahrayn / البحرين Engels: Bahrain                                                                            |
| Basutoland                                                         | Kolonie                                   | Engels: Basutoland |
| Beetsjoeanaland                                                    | Protectoraat                              | Engels: Bechuanaland |
| Bermuda                                                            | Kroonkolonie                              | Engels: Bermuda |
| Britse Maagdeneilanden                                             | Kroonkolonie                              | Engels: British Virgin Islands                                                                                            |
| Britse Salomonseilanden                                            | Protectoraat                              | Engels: British Solomon Islands                                                                                           |
| Brits-Guiana                                                       | Kroonkolonie                              | Engels: British Guiana |
| Brits-Honduras                                                     | Kroonkolonie                              | Engels: British Honduras                                                                                                  |
| Brits-Kameroen (tot 1 oktober)                                     | Trustschap                                | Engels: Cameroons |
| Brunei                                                             | Protected state: Staat Brunei Darussalam  | Engels en Maleis: Brunei                                                                                                  |
| Falklandeilanden                                                   | Kroonkolonie                              | Engels: Falkland Islands                                                                                                  |
| Fiji                                                               | Kroonkolonie                              | Engels: Fiji |
| Gambia                                                             | Protectoraat en Kroonkolonie              | Engels: The Gambia |
| Gibraltar                                                          | Kroonkolonie                              | Engels: Gibraltar |
| Gilbert- en Ellice-eilanden                                        | Kroonkolonie                              | Engels: Gilbert and Ellice Islands                                                                                        |
| Guernsey                                                           | Brits Kroonbezit                          | Engels: Guernsey Frans: Guernesey                                                                                         |
| Hongkong                                                           | Kroonkolonie                              | Engels: Hong Kong Kantonees: Hong Kong / 香港                                                                             |
| Jersey                                                             | Brits Kroonbezit                          | Engels en Frans: Jersey                                                                                                   |
| Kenia                                                              | Protectoraat en Kroonkolonie              | Engels: Kenya |
| Koeweit (tot 19 juni)                                              | Protected state: Sjeikdom Koeweit         | Arabisch: al-Kuwayt / الكويت Engels: Kuwait                                                                               |
| Line-eilanden                                                      | Overzees bezit                            | Engels: Line Islands |
| Maldivische Eilanden                                               | Protected state: Sultanaat der Maldiven   | Engels: Maldive Islands                                                                                                   |
| Malta                                                              | Kroonkolonie                              | Engels, Italiaans en Maltees: Malta                                                                                       |
| Man                                                                | Brits Kroonbezit                          | Engels: Isle of Man Manx-Gaelisch: Ellan Vannin                                                                           |
| Mauritius                                                          | Kroonkolonie                              | Engels: Mauritius |
| Muscat en Oman                                                     | Protected state: Sultanaat Muscat en Oman | Arabisch: Masqaṭ wa-‘Umān / مسقط وعمان Engels: Muscat and Oman                                                            |
| Noord-Borneo                                                       | Kroonkolonie                              | Engels: North Borneo |
| Oeganda                                                            | Protectoraat                              | Engels: Uganda |
| Qatar                                                              | Protected state                           | Arabisch: Qatar / قطر Engels: Qatar                                                                                       |
| Rhodesië en Nyasaland                                              | Kroonkolonie                              | Engels: Rhodesia and Nyasaland                                                                                            |
| Sarawak                                                            | Kroonkolonie                              | Engels: Sarawak Maleis: Sarawak / سراوق                                                                                   |
| (tot april) Seychellen (vanaf april)                               | Kroonkolonie                              | Engels: Seychelles |
| Sierra Leone (tot 27 april)                                        | Kroonkolonie en protectoraat              | Engels: Sierra Leone |
| Singapore                                                          | Kroonkolonie met zelfbestuur              | Engels: Singapore |
| Sint-Helena                                                        | Kroonkolonie                              | Engels: Saint Helena |
| Swaziland                                                          | Protectoraat                              | Engels: Swaziland Swazi: eSwatini                                                                                         |
| (tot 1 mei) Tanganyika (tot 9 december) (van 1 mei tot 9 december) | Trustschap                                | Engels: Tanganyika |
| Tonga                                                              | Protected state: Koninkrijk Tonga         | Engels en Tongaans: Tonga                                                                                                 |
| Verdragsstaten                                                     | Protected states                          | Arabisch: ولايات الساحل المتصالح Engels: Trucial States                                                                   |
| West-Indische Federatie                                            | Kroonkolonie                              | Engels: West Indies Federation                                                                                            |
| Zanzibar                                                           | Protectoraat: Sultanaat Zanzibar          | Arabisch: Zanjibār / زنجبار Engels en Swahili: Zanzibar                                                                   |
| Zuid-Arabische Emiraten                                            | Protectoraat                              | Arabisch: Ittiḥād Imārāt al-ǧanūb al-ʿarabī / اتحاد إمارات الجنوب العربي Engels: Federation of Arab Emirates of the South |

### Deense niet-onafhankelijke gebieden
Faeröer was een autonome provincie van Denemarken en maakte eigenlijk integraal deel uit van dat land, maar werd vaak beschouwd als afhankelijk gebied. Groenland was een gewone provincie van Denemarken en had geen autonome status, maar werd ook vaak gezien als afhankelijk gebied.
| Korte landsnaam (Nederlands) | Status             | Korte landsnaam (oorspronkelijke taal/talen) |
| ---------------------------- | ------------------ | -------------------------------------------- |
| Faeröer                      | Autonome provincie | Deens: Færøerne Faeröers: Føroyar            |
| Groenland                    | Provincie          | Deens: Grønland                              |

### Finse niet-onafhankelijke gebieden
Åland maakte eigenlijk integraal onderdeel uit van Finland, maar heeft sinds de Vrede van Parijs (1856) een internationaal erkende speciale status met grote autonomie.
| Korte landsnaam (Nederlands) | Status          | Korte landsnaam (oorspronkelijke taal/talen) |
| ---------------------------- | --------------- | -------------------------------------------- |
| Åland                        | Autonoom gebied | Zweeds: Åland                                |

### Franse niet-onafhankelijke gebieden
Alle Franse overzeese gebieden maakten integraal onderdeel uit van Frankrijk en het land kende dus officieel geen afhankelijke gebieden. De Franse overzeese gebieden werden echter wel vaak als zodanig beschouwd, al werden soms alleen de overzeese gebieden die geen overzees departement waren, beschouwd als afhankelijke gebieden. Voor de volledigheid zijn hier alle Franse overzeese gebieden opgenomen. Merk op dat van de Franse Zuidelijke en Antarctische Gebieden de claim op Antarctica vanaf 23 juni 1961 internationaal niet meer erkend werd vanwege het ingaan van het Antarctisch Verdrag. Algerije werd bestuurd als een integraal onderdeel van Frankrijk, maar is wel apart in de lijst opgenomen.
| Korte landsnaam (Nederlands)              | Status                                                                                   | Korte landsnaam (oorspronkelijke taal/talen)       |
| ----------------------------------------- | ---------------------------------------------------------------------------------------- | -------------------------------------------------- |
| Algerije                                  | Verzameling departementen                                                                | Frans: Algérie                                     |
| Comoren                                   | Overzees territorium (tot 22 december) Autonoom overzees territorium (vanaf 22 december) | Frans: Comores                                     |
| Franse Zuidelijke Gebieden                | Overzees territorium                                                                     | Frans: Terres australes et antarctiques françaises |
| Frans-Guyana                              | Overzeese regio en overzees departement                                                  | Frans: Guyane                                      |
| Frans-Polynesië                           | Overzees territorium                                                                     | Frans: Polynésie française                         |
| Frans-Somaliland                          | Overzees territorium                                                                     | Frans: Côte française des Somalis                  |
| Guadeloupe                                | Overzeese regio en overzees departement                                                  | Frans: Guadeloupe                                  |
| Martinique                                | Overzeese regio en overzees departement                                                  | Frans: Martinique                                  |
| Nieuw-Caledonië                           | Overzees territorium                                                                     | Frans: Nouvelle-Calédonie                          |
| Réunion                                   | Overzeese regio en overzees departement                                                  | Frans: Réunion                                     |
| Saint-Pierre en Miquelon                  | Overzees territorium                                                                     | Frans: Saint-Pierre et Miquelon                    |
| Verspreide Eilanden in de Indische Oceaan | Overzees bezit                                                                           | Frans: Îles éparses de l'océan indien              |
| Wallis en Futuna                          | Protectoraat (tot 29 juli) Overzees territorium (vanaf 29 juli)                          | Frans: Wallis-et-Futuna                            |

### Indiase niet-onafhankelijke gebieden
| Korte landsnaam (Nederlands) | Status                          | Korte landsnaam (oorspronkelijke taal/talen)                              |
| ---------------------------- | ------------------------------- | ------------------------------------------------------------------------- |
| Sikkim                       | Protectoraat: Koninkrijk Sikkim | Engels: Sikkim Nepalees: Sikkim / सिक्किम Sikkimees: ′Bras Ljongs / འབྲས་ལྗོངས་ |

### Nederlandse niet-onafhankelijke gebieden
Het Koninkrijk der Nederlanden bestond uit drie gelijkwaardige landen: Nederland, Suriname en de Nederlandse Antillen. Deze laatste twee waren dus officieel geen afhankelijke gebieden van Nederland, maar werden vaak toch als zodanig gezien. Nederlands-Nieuw-Guinea was geen land binnen het Koninkrijk, maar een Overzees Rijksdeel van het Koninkrijk.
| Korte landsnaam (Nederlands) | Status             | Korte landsnaam (oorspronkelijke taal/talen)                                             |
| ---------------------------- | ------------------ | ---------------------------------------------------------------------------------------- |
| Nederlandse Antillen         | Land               | Engels: Netherlands Antilles Nederlands: Nederlandse Antillen Papiaments: Antia Hulandes |
| Nederlands-Nieuw-Guinea      | Overzees Rijksdeel | Nederlands: Nederlands-Nieuw-Guinea                                                      |
| Suriname                     | Land               | Nederlands: Suriname                                                                     |

### Nieuw-Zeelandse niet-onafhankelijke gebieden
| Korte landsnaam (Nederlands)  | Status             | Korte landsnaam (oorspronkelijke taal/talen) |
| ----------------------------- | ------------------ | -------------------------------------------- |
| Cookeilanden                  | Afhankelijk gebied | Engels: Cook Islands                         |
| Niue                          | Afhankelijk gebied | Engels: Niue                                 |
| Ross Dependency (tot 23 juni) | Afhankelijk gebied | Engels: Ross Dependency                      |
| Tokelau-eilanden              | Afhankelijk gebied | Engels: Tokelau Islands                      |
| West-Samoa                    | Trustschap         | Engels: Western Samoa                        |

### Noorse niet-onafhankelijke gebieden
Spitsbergen maakte eigenlijk integraal onderdeel uit van Noorwegen, maar had volgens het Spitsbergenverdrag een internationaal erkende speciale status met grote autonomie. Jan Mayen viel niet onder het Spitsbergenverdrag, maar werd wel bestuurd door de gouverneur van Spitsbergen. Bouveteiland, Peter I-eiland en Koningin Maudland waren afhankelijke gebieden van Noorwegen, maar de (Antarctische) claims op de laatste twee werden na het ingaan van het Antarctisch Verdrag van 23 juni 1961 internationaal niet meer erkend.
| Korte landsnaam (Nederlands)    | Status                                                 | Korte landsnaam (oorspronkelijke taal/talen) |
| ------------------------------- | ------------------------------------------------------ | -------------------------------------------- |
| Bouvet                          | Afhankelijk gebied                                     | Noors: Bouvetøya                             |
| Jan Mayen                       | Gebied onder bestuur van de gouverneur van Spitsbergen | Noors: Jan Mayen                             |
| Koningin Maudland (tot 23 juni) | Afhankelijk gebied                                     | Noors: Dronning Maud Land                    |
| Peter I-eiland (tot 23 juni)    | Afhankelijk gebied                                     | Noors: Per 1.s øy                            |
| Spitsbergen                     | Gebied met speciale status                             | Noors: Svalbard                              |

### Portugese niet-onafhankelijke gebieden
De Portugese overzeese provincies waren officieel een integraal onderdeel van Portugal, maar werden internationaal als Portugese kolonies beschouwd.
| Korte landsnaam (Nederlands)      | Status              | Korte landsnaam (oorspronkelijke taal/talen) |
| --------------------------------- | ------------------- | -------------------------------------------- |
| Angola                            | Overzeese provincie | Portugees: Angola                            |
| Kaapverdië                        | Overzeese provincie | Portugees: Cabo Verde                        |
| Macau                             | Overzeese provincie | Portugees: Macau                             |
| Mozambique                        | Overzeese provincie | Portugees: Moçambique                        |
| Portugees-Guinea                  | Overzeese provincie | Portugees: Guiné Portuguesa                  |
| Portugees-Indië (tot 19 december) | Overzeese provincie | Portugees: Estado da Índia                   |
| Portugees-Timor                   | Overzeese provincie | Portugees: Timor Português                   |
| Sao Tomé en Principe              | Overzeese provincie | Portugees: São Tomé e Príncipe               |

### Spaanse niet-onafhankelijke gebieden
De Spaanse overzeese provincies waren een integraal onderdeel van Spanje, maar werden internationaal gezien als Spaanse kolonies. Spaans-Guinea, officieel de Spaanse Equatoriale Regio, bestond uit de provincies Fernando Poo en Río Muni.
| Korte landsnaam (Nederlands) | Status              | Korte landsnaam (oorspronkelijke taal/talen) |
| ---------------------------- | ------------------- | -------------------------------------------- |
| Ifni                         | Overzeese provincie | Spaans: Ifni                                 |
| Spaanse Sahara               | Overzeese provincie | Spaans: Sahara Español                       |
| Spaans-Guinea                | Overzeese regio     | Spaans: Región Ecuatorial Española           |

### Zuid-Afrikaanse niet-onafhankelijke gebieden
| Korte landsnaam (Nederlands) | Status        | Korte landsnaam (oorspronkelijke taal/talen)                                    |
| ---------------------------- | ------------- | ------------------------------------------------------------------------------- |
| Zuidwest-Afrika              | Mandaatgebied | Afrikaans: Suidwes-Afrika Engels: South West Africa Nederlands: Zuidwest-Afrika |